# Rabanera
Rabanera är en kommun i Spanien. Den ligger i den autonoma regionen La Rioja i norra delen av landet, 220 km nordost om huvudstaden Madrid. Antalet invånare är 31 (2024).